# Percival Vega Gull
Percival Vega Gull là một loại máy bay 4 chỗ của Anh trong thập niên 1930, do hãng Percival Aircraft Limited chế tạo.

## Biến thể
- Type K.1 Vega Gull:

## Quốc gia sử dụng

### Dân sự
Được sử dụng ở nhiều nước.

### Quân sự
Argentina
- Không quân Argentina

 Úc
- Không quân Hoàng gia Australia

 Bỉ
- Không quân Bỉ

 Nazi Germany
- Luftwaffe

 Iraq
- Không quân Hoàng gia Iraq

 Kenya
- Kenya Auxiliary Air Unit

 New Zealand
- Không quân Hoàng gia New Zealand

 Anh Quốc
- Không quân Hoàng gia
- Hải quân Hoàng gia

## Tính năng kỹ chiến thuật (Vega Gull, Gipsy Six Series II)
Dữ liệu lấy từ British Civil Aircraft 1919–1972: Volume III
Đặc điểm tổng quát
- Kíp lái: 1
- Sức chứa: 3 hành khách
- Chiều dài: 25 ft 6 in (7,77 m)
- Sải cánh: 39 ft 6 in (12,04 m)
- Chiều cao: 7 ft 4 in (2,24 m)
- Diện tích cánh: 184 ft² (17,09 m²)
- Trọng lượng rỗng: 1.740 lb (789 kg)
- Trọng lượng có tải: 3.250 lb (1.474 kg)
- Động cơ: 1 × de Havilland Gipsy Six Series II, 205 hp (153 kW)

 Hiệu suất bay 
- Vận tốc cực đại: 174 mph (151 knot, 280 km/h)
- Vận tốc hành trình: 150 mph (130 knot, 241 km/h)
- Tầm bay: 660 mi (574 nmi, 1.062 km)
- Trần bay: 17.000 ft (5.180 m)
- Vận tốc lên cao: 1.020 ft/phút (5,2 m/s)